# Királyrák
A királyrák (Paralithodes camtschaticus) a felsőbbrendű rákok (Malacostraca) osztályának tízlábú rákok (Decapoda) rendjébe, ezen belül a Lithodidae családjába tartozó faj.
A nevei más nyelveken: angolul Red King Crab/Alaska King Crab, németül Königskrabbe, franciául Roi Crabe.

## Előfordulása

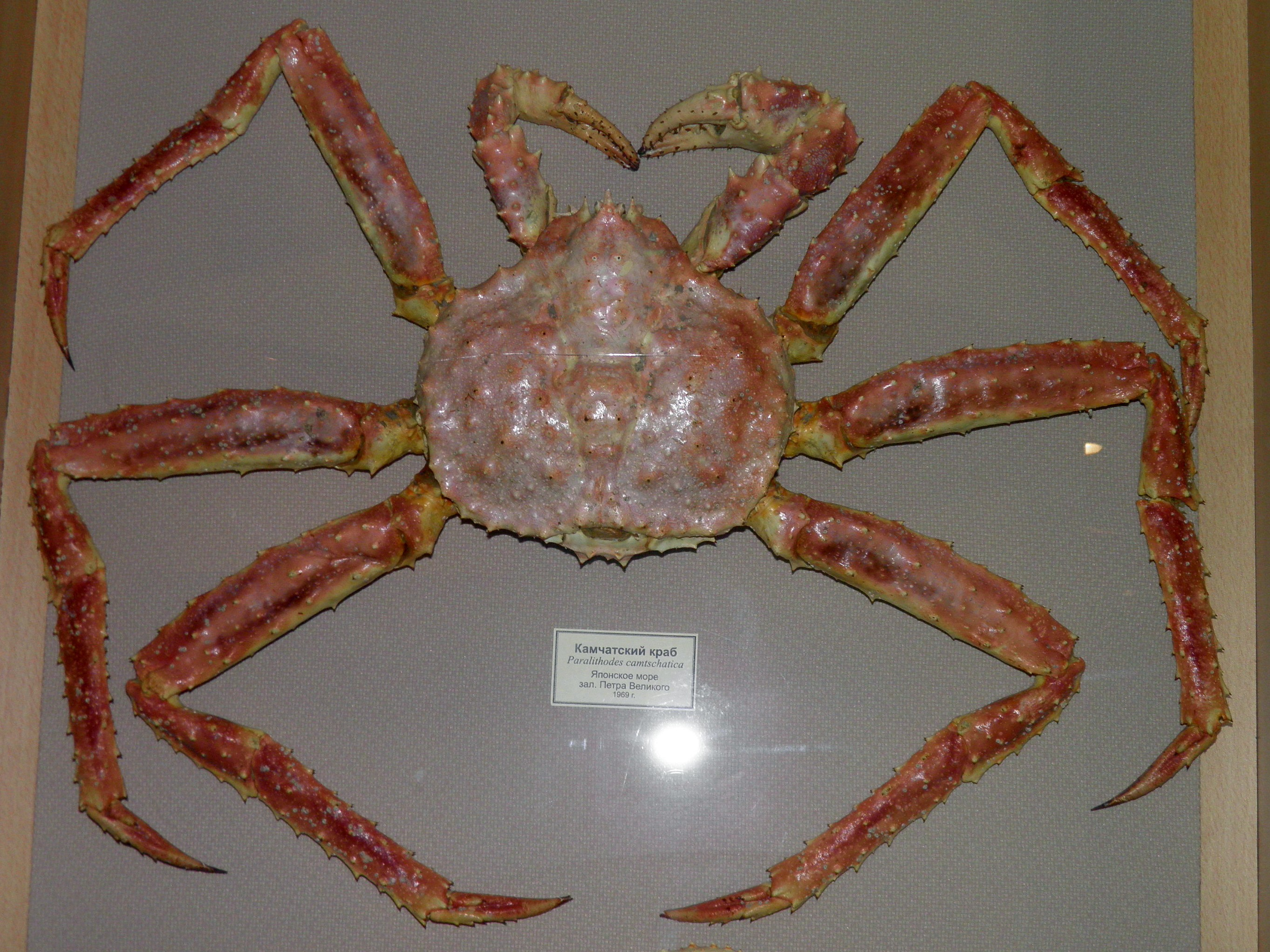
Múzeumi példány

A királyrák a Csendes-óceán északi részéhez tartozó Bering-tengerben őshonos. Az eredeti előfordulási területe Kamcsatkától Alaszkáig tart és a következő országokat érinti: Oroszország, Japán és az Amerikai Egyesült Államok. Az 1960-as években a szovjetek újabb halászterület létesítésének céljából betelepítették e rákfajt a Barents-tengerhez tartozó Murmanszk-fjordba. Igen ám, de a rákok nem maradtak csak ezen a helyen, hanem nyugat felé indultak és behatoltak az Atlanti-óceánba, egészen Norvégia déli részéig. Az új élőhelyeken a királyrák veszélyes inváziós fajnak bizonyul, mivel természetes ellensége hiányában jól szaporodik és számos helybéli fajt felfal. Habár káros fajnak számít, a norvég rákhalászok örvendenek a jelenlétének, mivel példányait jó áron tudják eladni. Érdekes módon a királyrák az őshonos területén, az 1980-as és 2000-es évek között erősen megritkult. Manapság fogságban nevelt példányokkal próbálják növelni az állományát.

## Megjelenése
A legnagyobb királyrák páncéljának az átmérője akár 28 centiméter lehet, lábfesztávolsága pedig 1,8 méter. Átlagosan 4-5 kilogrammos, de 12 éves korában akár 15 kilogramm is lehet. Teste és lábai sötétvörösek.

## Életmódja
Általában 20-50 méteres mélységben él, de akár 200 méterre is lehatol. Télen és kora tavasszal nagy csapatokba verődve a sekélyebb vizekbe vándorol. A homokos, iszapos helyeket részesíti előnyben. A 4-10 Celsius-fokos hőmérsékleten érzi jól magát. Mindent felfal, ami útjába esik és amit meg tud fogni.

## Szaporodása
A szaporodási időszaka tél végén és tavasszal van; ekkortájt a hímek felkeresik a nőstényeket. Körülbelül májusban vedlenek, és ekkor történik a párosodás is. Ősszel a nőstények kibocsátják a megtermékenyített petéket, amelyek a plankton részévé válnak.

## A királyrák a kultúrában
A királyrák egyike azoknak a rákfajoknak, amelyeket a Discovery Channel tévécsatorna „A halálos fogás” (Deadliest Catch) című sorozatában lehet látni.

## Képek

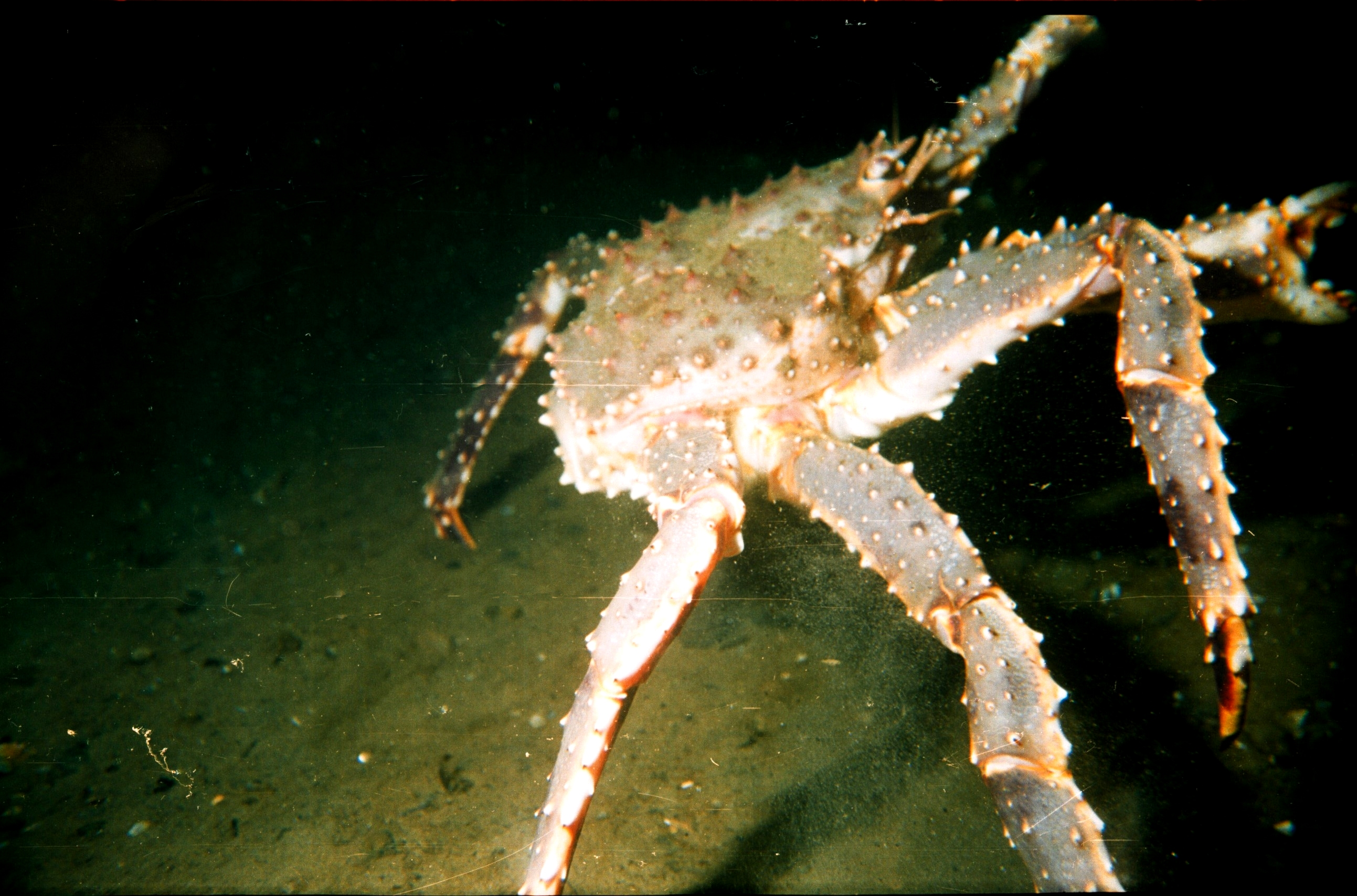
A természetes
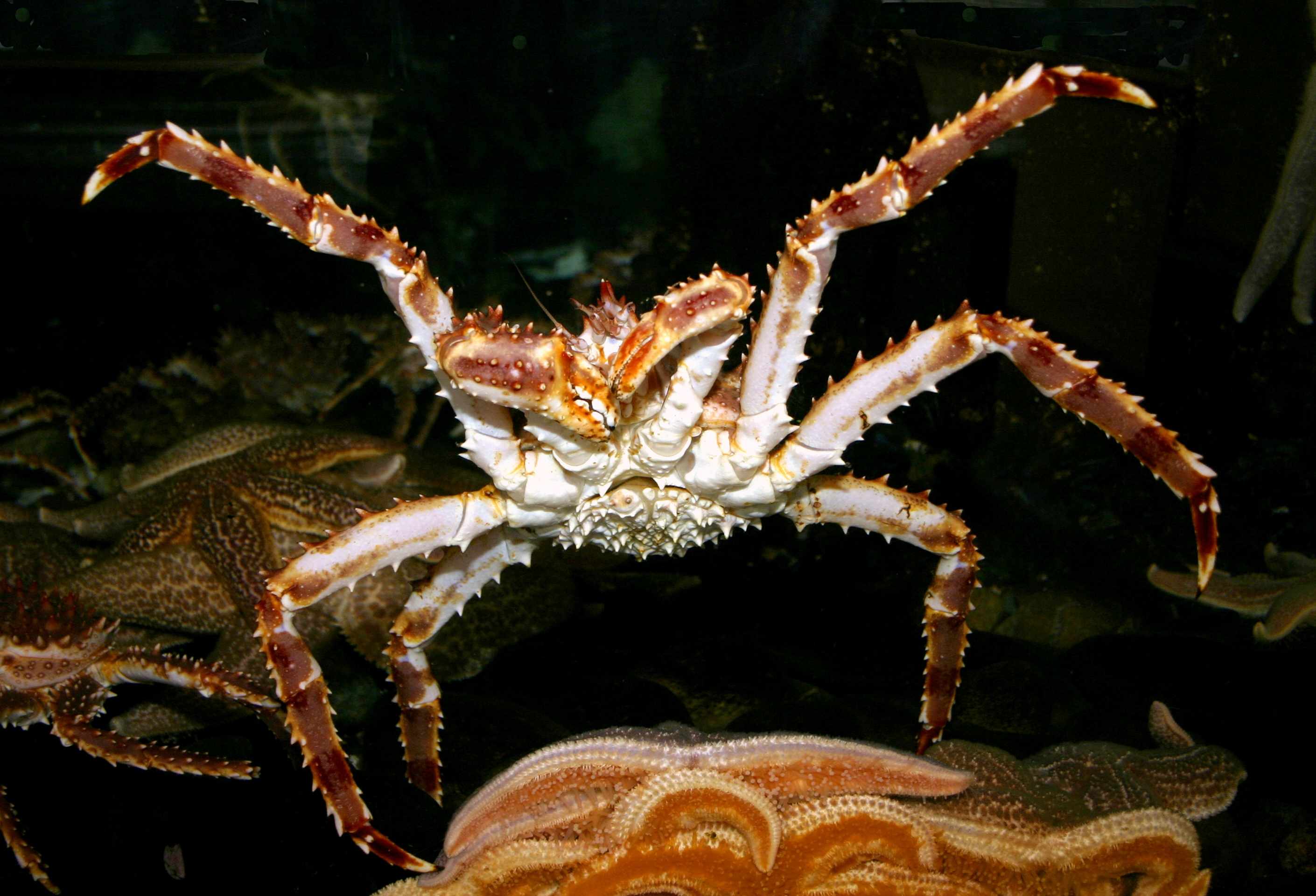
élőhelyén
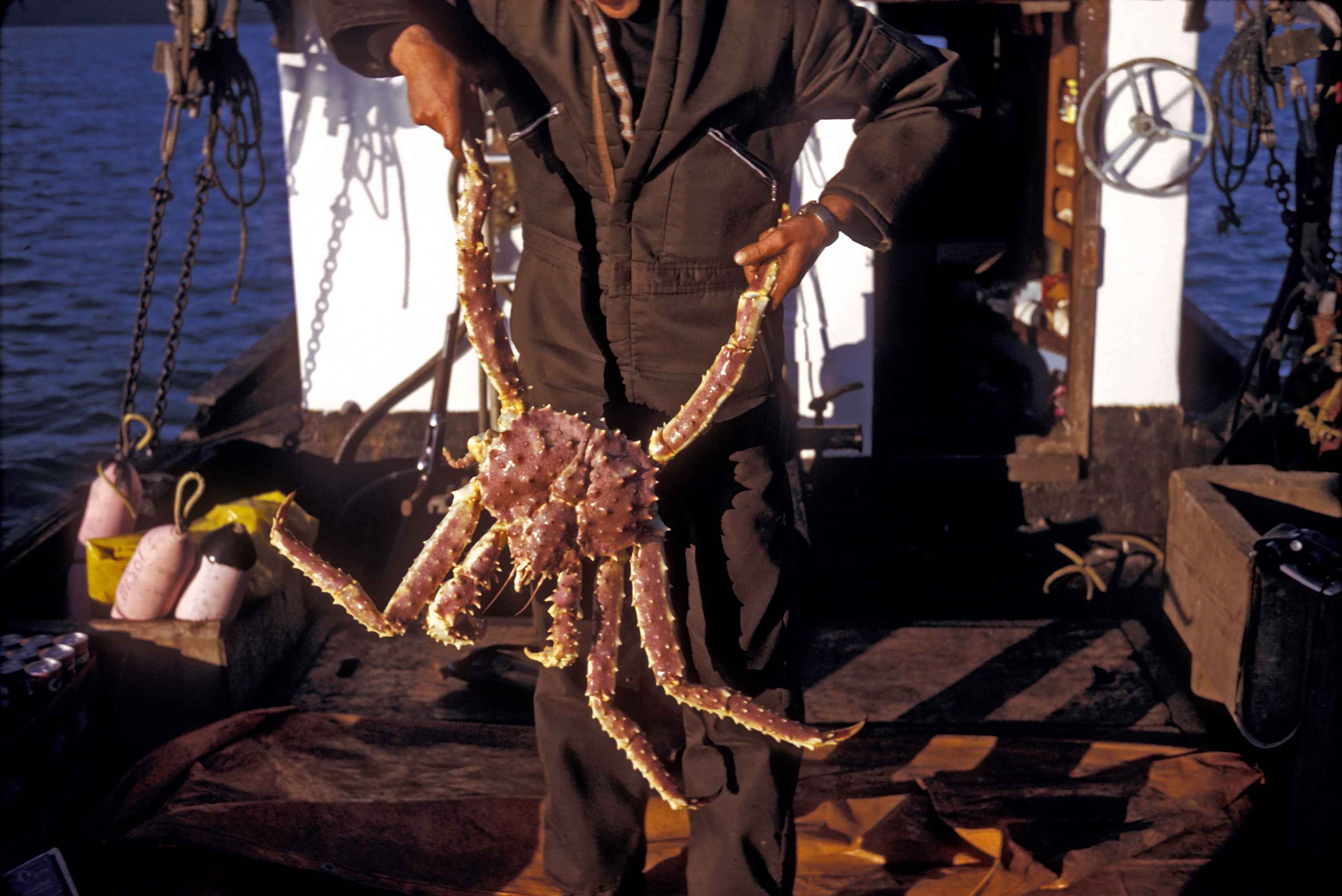
Mérete az emberéhez viszonyítva
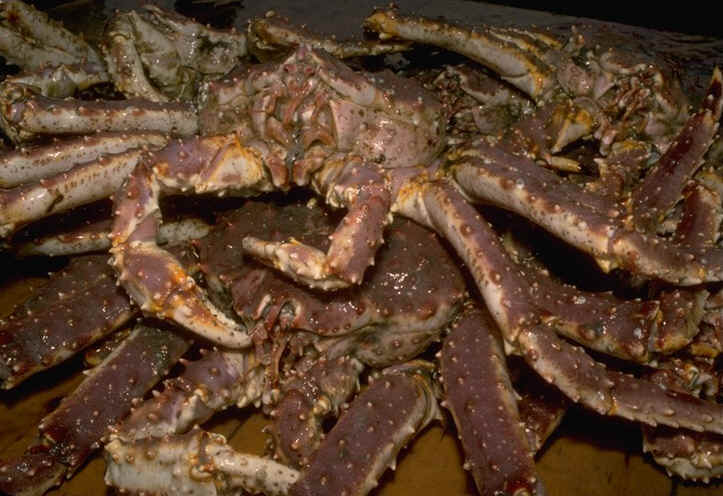
Kifogott rákok
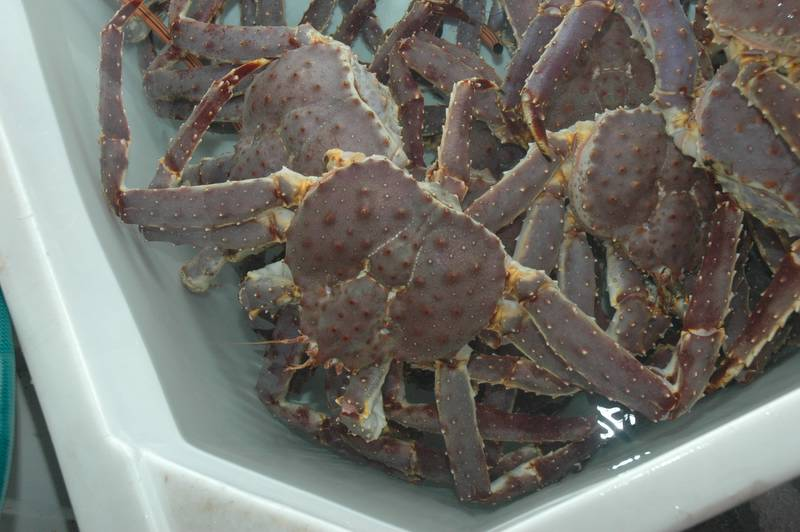
Norvégiai fogás

### Fordítás
- Ez a szócikk részben vagy egészben  a   Red king crab című angol Wikipédia-szócikk ezen változatának fordításán alapul.  Az eredeti cikk szerkesztőit annak laptörténete sorolja fel. Ez a jelzés csupán a megfogalmazás eredetét és a szerzői jogokat jelzi, nem szolgál a cikkben szereplő információk forrásmegjelöléseként.